# جزر كوكوس
جزر كوكوس (كيلينغ) (ملايو جزر كوكس: Pulu Kokos [Keeling]) أو رسميًا إقليم جزر كوكوس (كيلينغ) ملايو جزر كوكس: Pulu Kokos [Keeling]) هي منطقة خارجية أسترالية، يتكون أرخبيل جزر كوكوس من جزيرتي شعب حلقية (آتولات، جزر مرجانية) و27 جزيرة مرجانية صغيرة غير مسكونة. يقع الأرخبيل في المحيط الهندي في منتصف الطريق تقريبًا بين أستراليا وسريلانكا وقريبًا نسبيًا من جزيرة سومطرة الإندونيسية. مساحتها 14 كم2، وعاصمتها ويست آيلند.
اكتشف قبطان البحر البريطاني وليام كيلينغ الجزر في عام 1609، ولكن لم تستوطن حتى أوائل القرن التاسع عشر. كان التاجر الاسكتلندي جون كلونيس روس أول المستوطنين. ينحدر الكثير من سكان الجزيرة الحاليين من العمال الملايو الذين جلبوا للعمل في مزارع جوز الهند. حكمت عائلة كلونيس روس الجزر باعتبارها إقطاعية خاصة لما يقرب من 150 عامًا. ضم البريطانيون الجزر في عام 1857، وخلال القرن التالي كانت تدار إما من سيلان أو سنغافورة. نُقل الإقليم إلى أستراليا في عام 1955، على الرغم من أنه حتى عام 1979، كانت جميع عقارات الإقليم تقريبًا لا تزال مملوكة لعائلة كلونيس روس.

## الاسم
أُطلق على الجزر اسم جزر كوكوس (في عام 1622)، وجزر كيلينغ (في عام 1703)، وجزر كوكوس كيلينغ (سماها جيمس هورسبورج في عام 1805) وجزر كيلينج-كوكوس (في القرن التاسع عشر). يشير اسم كوكوس إلى أشجار جوز الهند الوفيرة، بينما يشير اسم كيلينغ إلى ويليام كيلينغ، الذي اكتشف الجزر عام 1609.
سمى جون كلونيس روس، الذي أبحر إلى هناك في بورنيو في عام 1825، أطلق على الجزر اسم جزر بورنيو المرجانية،. وسميت بجزر كوكوس (كيلينغ) في عام 1919، وأصبح الاسم رسميًا بموجب قانون جزر كوكوس (كيلينغ) لعام 1955.
اسم الإقليم بالملايو هو Pulu Kokos (Keeling). تتميز لوحات الإشارات في الجزيرة أيضًا بترجمة للملايو.

## التاريخ
في 1609، اكتشف الكابتن ويليام كيلينغ هذه الجزر، ولكن لم يسكن أحد هذه الجزر إلى القرن التاسع عشر، عندما أصبحوا تقدما لعائلة كلونيز-روس. استكشف تاجر بحار يدعى الكابتن جون كلونيز-روس من جزر شتلند جزر كوكوس سنة 1825، بهدف الإقامة عليهم مع عائلته. وصل ألكسندر هير جزر كوكوس واستوطن بهم، هو وعبيده القادمون من إندونيسيا، رأس الرجاء الصالح، وشرق آسيا. عاد كلونيز-روس وأنشأ مجمعًا على الجزيرة الجنوبية (بالإنجليزية: South Island ساوث آيلند) مكونًا من عائلته وبعض المستوطنون الآخرون. بينما أساء هير معاملة عبيده بشدة، أسرع العبيد للعمل تحت شروط أفضل عند كلونيز-روس. دُفع للعمال بعملة تدعى كوكوس روبي (بالإنجليزية: Cocos rupee)، وهي عملة طبعها جون كلونيز-روس بنفسه، ويمكن افتدائها فقط في متجر الشركة.

## الجغرافيا
تتكون جزر كوكوس (كيلينغ) من جزيرتين مرجانيتين منبسطتين ومنخفضتين تبلغ مساحتها 14.2 كيلومترًا مربعًا (5.5 ميل مربع) و26 كيلومترًا (16 ميلًا) من الخط الساحلي وأعلى ارتفاع يبلغ 5 أمتار (16 قدمًا). الجزر مغطاة بأشجار جوز الهند والنباتات الأخرى.

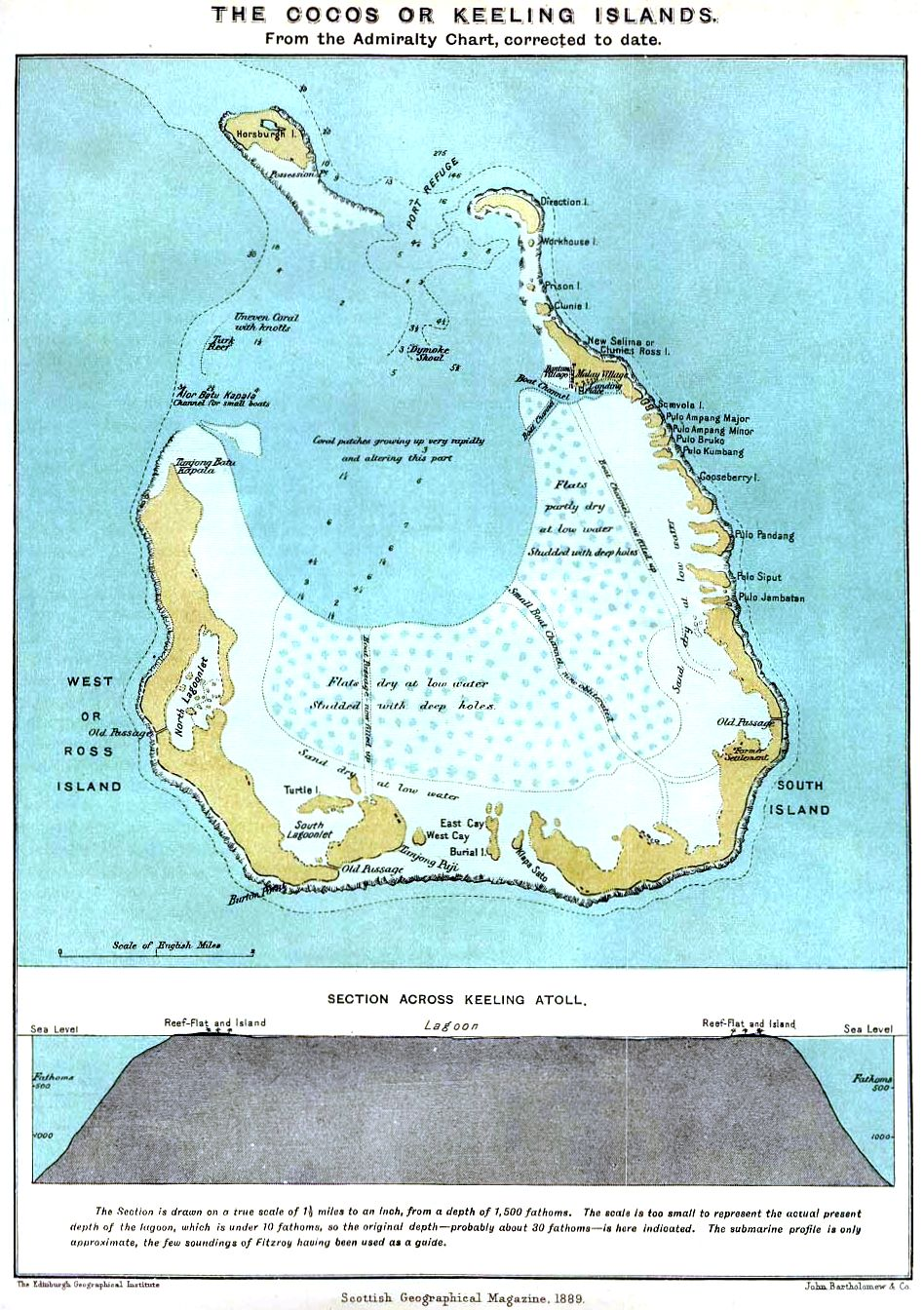
خريطة جزر جنوب كيلينغ في 1889

جزيرة شمال كيلينغ هي جزيرة مرجانية على شكل حرف C، وهي عبارة عن حلقة مرجانية مغلقة تقريبًا مع فتحة صغيرة في البحيرة، يبلغ عرضها حوالي 50 مترًا (160 قدمًا). تبلغ مساحة الجزيرة 1.1 كيلومتر مربع (270 فدانًا) وهي غير مأهولة. تبلغ مساحة البحيرة حوالي 0.5 كيلومتر مربع (120 فدانًا).

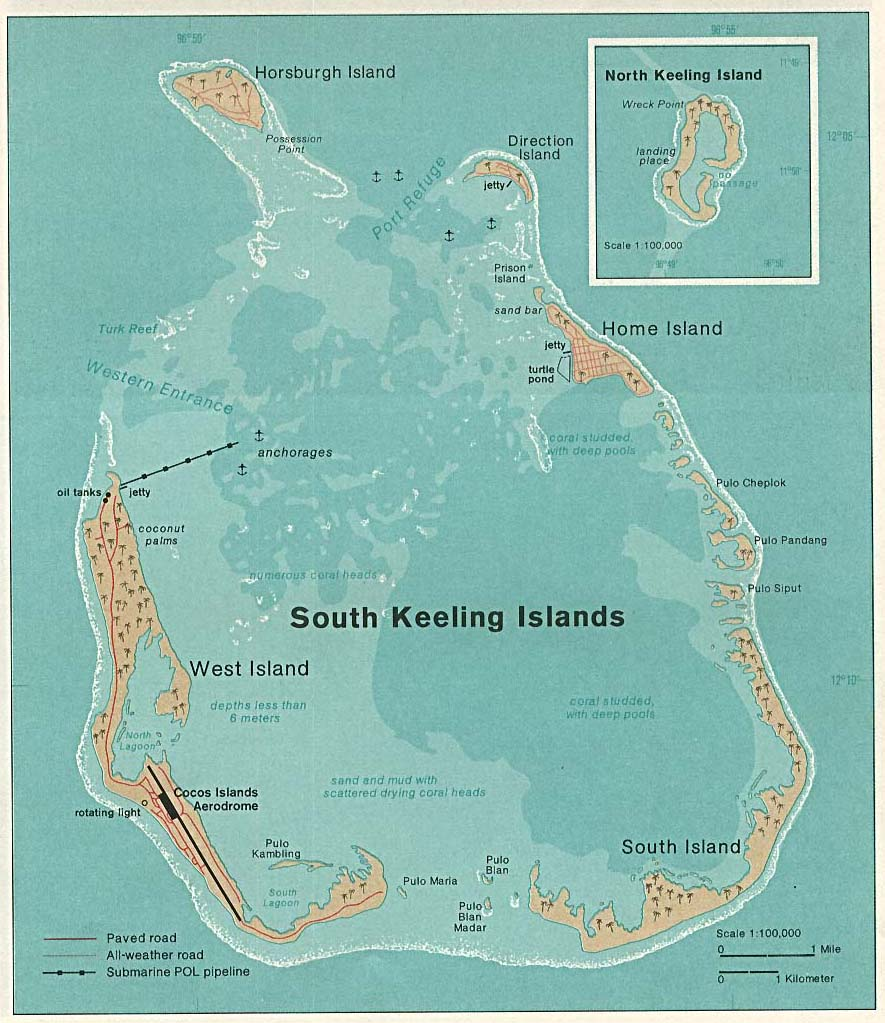
خريطة جزر جنوب كيلينغ في 1976

جزر جنوب كيلينغ هي جزيرة مرجانية تتكون من 24 جزيرة فردية تشكل حلقة مرجانية غير مكتملة، بمساحة إجمالية تبلغ 13.1 كيلومتر مربع (5.1 ميل مربع). جزيرتي هوم أيلند وويست آيلند هما المأهولتان فقط. لا توجد أنهار أو بحيرات في أي من الجزر المرجانية. تقتصر موارد المياه العذبة على عدسات المياه في الجزر الكبيرة، وتراكمات مياه الأمطار.

## المناخ
بحسب تصنيف كوبن للمناخ فإن مناخ جزر كوكوس (كيلينغ) هو مناخ الغابات الاستوائية المطيرة (Af)؛ تقع الجزر في منتصف المسافة تقريبًا بين خط الاستواء ومدار الجدي. في الأرخبيل موسمان متميزان، موسم الأمطار وموسم الجفاف. أكثر الشهور أمطارًا هو أبريل حيث يبلغ معدل هطول الأمطار 262.6 مليمتر (10.34 بوصة)، والشهر الأكثر جفافًا هو أكتوبر حيث يبلغ معدل الهطول 88.2 ملم (3.47 بوصة). أكثر الشهور حرارة هو مارس بمتوسط درجة حرارة تبلغ 30.0 °م (86.0 °ف)، بينما أبرد شهر هو سبتمبر بمتوسط درجة حرارة تبلغ 24.2 °م (75.6 °ف).
| البيانات المناخية لـمطار جزر كوكوس | البيانات المناخية لـمطار جزر كوكوس | البيانات المناخية لـمطار جزر كوكوس | البيانات المناخية لـمطار جزر كوكوس | البيانات المناخية لـمطار جزر كوكوس | البيانات المناخية لـمطار جزر كوكوس | البيانات المناخية لـمطار جزر كوكوس | البيانات المناخية لـمطار جزر كوكوس | البيانات المناخية لـمطار جزر كوكوس | البيانات المناخية لـمطار جزر كوكوس | البيانات المناخية لـمطار جزر كوكوس | البيانات المناخية لـمطار جزر كوكوس | البيانات المناخية لـمطار جزر كوكوس | البيانات المناخية لـمطار جزر كوكوس |
| الشهر                              | يناير                              | فبراير                             | مارس                               | أبريل                              | مايو                               | يونيو                              | يوليو                              | أغسطس                              | سبتمبر                             | أكتوبر                             | نوفمبر                             | ديسمبر                             | المعدل السنوي                      |
| ---------------------------------- | ---------------------------------- | ---------------------------------- | ---------------------------------- | ---------------------------------- | ---------------------------------- | ---------------------------------- | ---------------------------------- | ---------------------------------- | ---------------------------------- | ---------------------------------- | ---------------------------------- | ---------------------------------- | ---------------------------------- |
| الدرجة القصوى °م (°ف)              | 32.2 (90.0)                        | 32.2 (90.0)                        | 32.7 (90.9)                        | 32.8 (91.0)                        | 31.5 (88.7)                        | 30.8 (87.4)                        | 30.3 (86.5)                        | 30.3 (86.5)                        | 30.1 (86.2)                        | 31.0 (87.8)                        | 30.9 (87.6)                        | 31.4 (88.5)                        | 32.8 (91.0)                        |
| متوسط درجة الحرارة الكبرى °م (°ف)  | 29.8 (85.6)                        | 29.9 (85.8)                        | 30.0 (86.0)                        | 29.8 (85.6)                        | 29.3 (84.7)                        | 28.6 (83.5)                        | 28.1 (82.6)                        | 28.1 (82.6)                        | 28.2 (82.8)                        | 28.6 (83.5)                        | 29.0 (84.2)                        | 29.4 (84.9)                        | 29.1 (84.4)                        |
| متوسط درجة الحرارة الصغرى °م (°ف)  | 25.1 (77.2)                        | 25.2 (77.4)                        | 25.4 (77.7)                        | 25.5 (77.9)                        | 25.4 (77.7)                        | 24.8 (76.6)                        | 24.3 (75.7)                        | 24.3 (75.7)                        | 24.2 (75.6)                        | 24.5 (76.1)                        | 24.8 (76.6)                        | 24.8 (76.6)                        | 24.9 (76.8)                        |
| أدنى درجة حرارة °م (°ف)            | 21.0 (69.8)                        | 20.1 (68.2)                        | 19.8 (67.6)                        | 22.2 (72.0)                        | 21.2 (70.2)                        | 21.5 (70.7)                        | 20.5 (68.9)                        | 20.8 (69.4)                        | 21.2 (70.2)                        | 21.3 (70.3)                        | 20.8 (69.4)                        | 21.2 (70.2)                        | 19.8 (67.6)                        |
| معدل هطول الأمطار مم (إنش)         | 153.9 (6.06)                       | 181.6 (7.15)                       | 231.4 (9.11)                       | 262.6 (10.34)                      | 205.0 (8.07)                       | 212.3 (8.36)                       | 220.2 (8.67)                       | 104.9 (4.13)                       | 86.4 (3.40)                        | 88.2 (3.47)                        | 96.9 (3.81)                        | 93.5 (3.68)                        | 1٬936٫9 (76.25)                    |
| متوسط الأيام الممطرة (≥ 0.2 ملم)   | 12.9                               | 14.2                               | 18.3                               | 18.3                               | 18.9                               | 19.2                               | 21.4                               | 17.2                               | 13.5                               | 10.1                               | 10.1                               | 10.6                               | 184.7                              |
| المصدر: Bureau of Meteorology      |                                    |                                    |                                    |                                    |                                    |                                    |                                    |                                    |                                    |                                    |                                    |                                    |                                    |

## التركيبة السكانية
الدين في جزر كوكوس (2021) 
وفقًا لتعداد 2021 الأسترالي، يبلغ عدد سكان جزر كوكوس حاليًا 593 نسمة. يبلغ متوسط عمر السكان 40 عامًا، أي أكبر بقليل من متوسط عمر السكان الأستراليين البالغ 38 عامًا. اعتبارًا من عام 2021 لا يوجد أي شخص من سكان جزر كوكوس يعرف نفسه بأنه من سكان أستراليا الأصليون (السكان الأصليون أو سكان جزر مضيق توريس).
دين الأغلبية في جزر كوكوس هو الإسلام حيث يُعرّف 65.6٪ من السكان بأنهم مسلمون، يليهم الغير المحددون (15.3٪)، ثم أتباع الادينية (14.0٪)، الكاثوليكة (2.0٪)، الأنجليكية (1.5٪). أما نسبة 1.6٪ المتبقية من سكان جزر كوكوس فهم علمانيون أو لديهم معتقدات أخرى مختلفة (بما في ذلك الإلحاد واللاأدرية والمعتقدات الروحية غير المحددة).
ولد 73.5٪ من السكان في أستراليا إما في البر الرئيسي أو في جزر كوكوس أو في إقليم أسترالي آخر. 26.5٪ المتبقية من مواليد خارج أستراليا من بلدان مختلفة، بما في ذلك ماليزيا (4.0٪) وإنجلترا (1.3٪) ونيوزيلندا (1.2٪) وسنغافورة (0.5٪) والأرجنتين (0.5٪)، من بين دول أخرى. الملايو هي اللغة الأم ل 61.2٪ من السكان، بينما الإنجليزية هي اللغة الأم ل 19.1٪ و3.5٪ يتحدثون لغات أخرى (بما في ذلك الإسبانية واللغات الأسترونيزية والأفريقية).

## الحكومة
تستند إدارة الجزر على قانون جزر كوكوس (كيلينغ) لعام 1955 وتعتمد بشدة على قوانين أستراليا. تدير الجزر وزارة البنية التحتية والنقل والتنمية الإقليمية والاتصالات والفنون من خلال مدير غير مقيم يعينه الحاكم العام. كانت الإدارة سابقًا من إدارة في السابق مسؤولية وزارة النقل والخدمات الإقليمية (قبل 2007)، وإدارة النائب العام (2007-2013)، وإدارة البنية التحتية والتنمية الإقليمية (2013-2017) ودائرة البنية التحتية والتنمية الإقليمية والمدن (2017-2020).

### الانتخابات
يصوت سكان جزر كوكوس (كيلينغ) أيضًا في الانتخابات الفيدرالية. يُمثل سكان جزر كوكوس (كيلينغ) في مجلس النواب عضو قسم لينجياري (في الإقليم الشمالي) وفي مجلس الشيوخ أعضاء مجلس الشيوخ عن الإقليم الشمالي. حصل حزب العمل على الأغلبية المطلقة من ناخبي كوكوس في كل من مجلس النواب ومجلس الشيوخ في انتخابات عام 2016 الفيدرالية.

### الدفاع
الدفاع عن الجزر مسؤولية قوات الدفاع الملكية الأسترالية. لا توجد منشآت عسكرية نشطة أو أفراد دفاع في الجزر. يجوز للحاكم أن يطلب مساعدة قوات الدفاع الأسترالية إذا لزم الأمر. ذكر الكتاب الأبيض للدفاع الأسترالي لعام 2016 أنه سيتم ترقية المطار في الجزيرة لدعم طائرة الدوريات البحرية بوينغ بيه-8 بوسيدون التابعة لسلاح الجو الملكي الأسترالي.

## الاقتصاد

نسب صادرات جزر كوكوس في 2019

يبلغ عدد سكان الجزر حوالي 600. وهناك صناعة سياحية صغيرة ومتنامية تركز على الأنشطة المائية أو الطبيعية. اختير شاطئ جزيرة دايركشن في عام 2016 أفضل شاطئ في أستراليا من قبل براد فارمر، سفير الأحياء المائية والساحلية للسياحة في أستراليا والمؤلف المشارك لكتاب 101 أفضل شاطئ في عام 2017.
تساهم الحدائق المحلية الصغيرة وصيد الأسماك في توفير الغذاء، ولكن تستورد معظم المواد الغذائية ومعظم الضروريات الأخرى من أستراليا أو من أي مكان آخر.
توظف جمعية جزر كوكوس التعاونية المحدودة عمال البناء وعمال التحميل والتفريغ وعمال الشحن. والبعض الآخر يعمل في قطاع السياحة. بلغ معدل البطالة 6.7٪ في عام 2011.

## التعليم
هناك مدرستان على الأرخبيل، والاثنتان موجودتان على الجزيرتان المسكونتان. واحدة على جزيرة ويست آيلند، والأخرى على هوم آيلند. التعليم في المدارس باللغة الإنجليزية، وتبذل جهود لثني الطلاب من التحدث باللغة المحلية (ملايو جزر كوكوس، لهجة ملايو) في المباني المدرسية.